# Desolatium
Desolatium es una aventura gráfica Point-and-Click en primera persona basada en los Mitos de Lovecraft, desarrollada por el estudio de desarrollo indie español Superlumen.
En diciembre de 2021 publicaron la segunda demo del juego. La versión completa del juego se lanzará en 2022. Antes de la nueva demo, Desolatium: Prologue se lanzó para PC/Mac y Oculus Rift, como un juego corto que expande el universo del final.

## Gameplay
Desolatium está inspirado en las viejas aventuras gráficas de los años 80 y 90, como Myst o Lost In Time, por lo que se ven influencias como la navegación e interacción del jugador con el entorno en busca de pistas, objetos y notas que van desarrollando la historia e invitando a adentrarse en el universo lovecraftiano. Desolatium presenta una variedad de puzles y acertijos, que deberán ser resueltos para avanzar, a la vez que se investigan unas misteriosas desapariciones y se toman una serie de decisiones que influirán en el final del juego.

## Guion
El próximo juego de Superlumen cuenta con una atmósfera espeluznante y un encanto retro. Basado en las obras de H. P. Lovecraft, los jugadores se pondrán en la piel de cuatro personajes diferentes, cada uno con unas habilidades y características únicas, para investigar misteriosos asesinatos y desapariciones.

## Desarrollo
Desolatium está siendo diseñado y desarrollado por el estudio de desarrollo indie Superlumen. Comenzaron en 2019 y lanzaron la primera demo en 2020 junto con una campaña de crowdfunding en Kickstarter. La campaña terminó con éxito, con un overfunding de más de 375% y más de 40 000 descargas.

## Desolatium: Prólogo
Antes de publicar la demo actual, los desarrolladores lanzaron Desolatium: Prólogo, un juego corto que expande el universo del final, disponible en PC/Mac y dispositivos de Realidad Virtual.

## Premios y nominaciones
Tanto la Demo como el Prólogo han recibido premios y nominaciones:
- Juego más Innovador de 2018 por PlayStation  Talents
- Finalista a Mejor Juego del Año en la V Edición de los Premios PlayStation
- Mejor Sonido en 2019 por Gamepolis
- Juego más Innovador de 2021 por RTVE - Weird Market
- Finalista a Mejor Juego AR/VR en TIGA
- Seleccionado en el Top 40 de GTR